# Гарднер, Рикардо
Рика́рдо Га́рднер (англ. Ricardo Gardner; род. 25 сентября 1978) — ямайский футболист. С 1998 по 2012 годы выступал за клуб английской Премьер-лиги «Болтон Уондерерс». Играл на позициях левого крайнего полузащитника и левого крайнего защитника. Ныне — тренер, возглавлял молодёжную сборную Ямайки и клуб «Харбор Вью».

## Клубная карьера
Гарднер начал свою профессиональную карьеру в ямайском клубе «Харбор Вью», за который дебютировал в 14-летнем возрасте. Его выступление за сборную Ямайки на чемпионате мира 1998 года привлекли внимание ряда европейских клубов. В итоге Гарднер перешёл в английский «Болтон Уондерерс» за £1 млн летом 1998 года.
Гарднер забил в первом же своём матче за «Болтон». В первом сезоне он сыграл за клуб 37 матчей и забил 3 гола. В сезоне 1999/2000 он закрепился в основном составе клуба, проведя за него 42 матча и забив 6 голов. По итогам сезона 2000/01 «Болтон» вышел в Премьер-лигу (Гарднер забил гол в ворота «Престон Норт Энд» в финале плей-офф Первого дивизиона).
В 2007 году был признан лучшим игроком года в клубе «Болтон Уондерерс»
В ноябре 2007 года Гарднер забил гол в ворота «Баварии» в матче Кубка УЕФА на стадионе «Альянц Арена».
27 апреля 2011 года Гарднер провёл свой 400-й матч за «Болтон», сыграв против «Фулхэма». 24 мая 2011 года он продлил свой контракт с «Болтоном», отвергнув предложение о переходе в «Вест Хэм Юнайтед». В сезоне 2012/2013 провёл 2 игры за молодёжку «Вест Хэм Юнайтед» и завершил карьеру.

## Карьера в сборной
Гарднер привлёк всеобщее внимание своей игрой за сборную Ямайки на чемпионате мира 1998 года. Долгое время был капитаном сборной, проведя за неё более 100 матчей.

## Достижения
- Обладатель Карибского кубка: 1998.

## Личная жизнь
Гарднер является растафари и носит дреды. Он является совладельцем музыкального лейбла Heart of Love Production, выпускающего музыку в стиле рагга и дэнсхолл.